# Waldkapelle (Unterwittighausen)

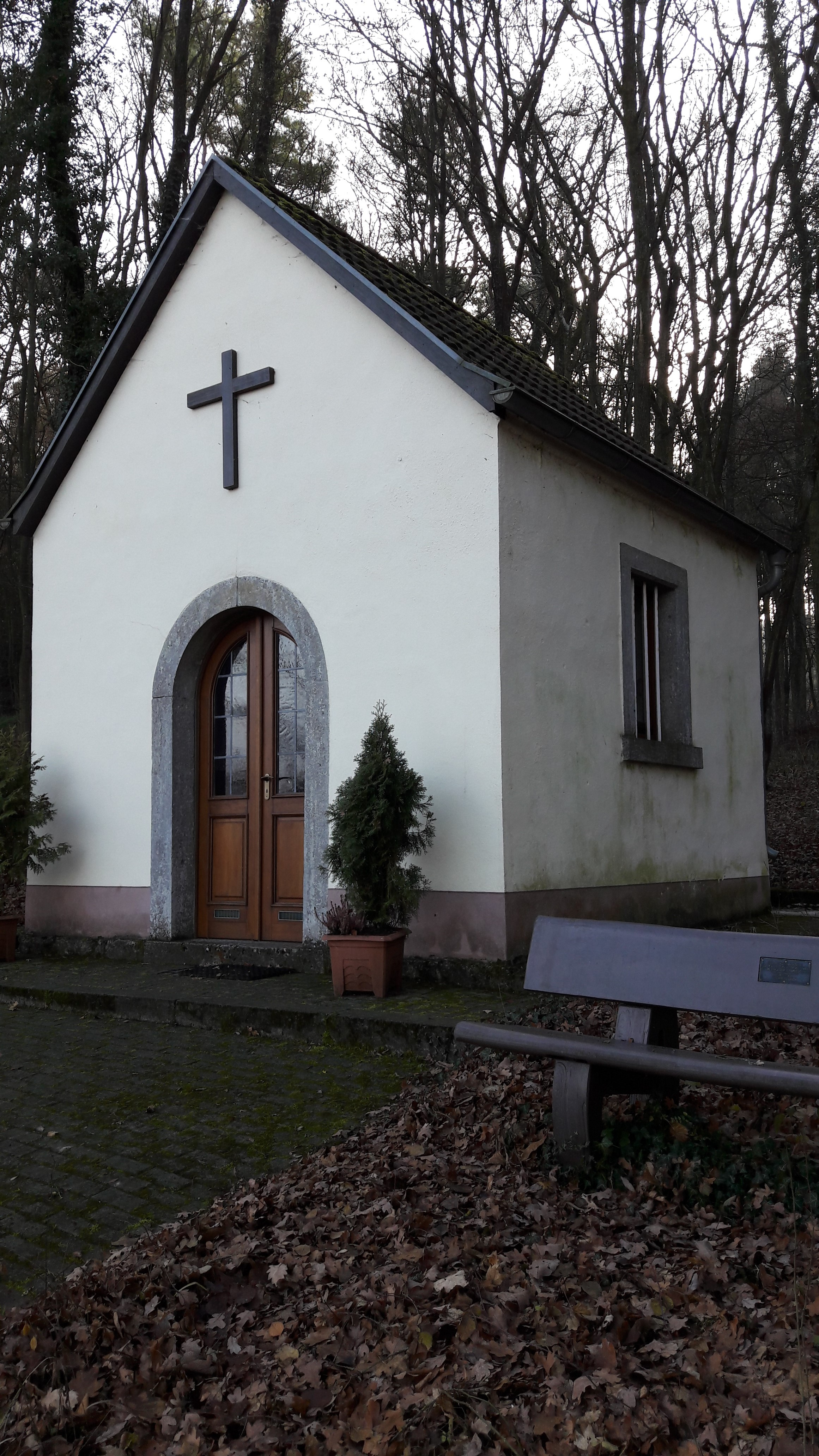
Die Waldkapelle in Unterwittighausen (2016)

Die römisch-katholische Waldkapelle in Unterwittighausen wurde um 1840 am Rande eines Bergwaldes erbaut. Sie bildet das Ende des Unterwittighäuser Kreuzweges. Dieser besteht aus der Waldkapelle und den gusseisernen Stationstafeln. Heute ist die Waldkapelle im Besitz der Pfarrgemeinde. Von dieser wurde die Kapelle mehrmals umfassend renoviert. Die Kapelle, die seit vielen Jahren von der Familie Prax bewirtschaftet wird, hat ihren Standpunkt zwischen Bütthard und Vilchband. Sie ist Tag und Nacht geöffnet.
Die Waldkapelle gehört zur Seelsorgeeinheit Grünsfeld-Wittighausen, die dem Dekanat Tauberbischofsheim des Erzbistums Freiburg zugeordnet ist.